# Indios Verdes (estación del Metrobús)
Indios Verdes es una de las estaciones que forman parte del Metrobús de la Ciudad de México. Es una terminal de correspondencia perteneciente a la Línea 1, la Línea 3 y la Línea 7, Mexibús línea 4, Cablebús línea 1 y Mexicable línea 2, siendo a la vez la estación terminal norte de las tres primeras. Se ubica al norte de la Ciudad de México, en la alcaldía de Gustavo A. Madero.

## Información general

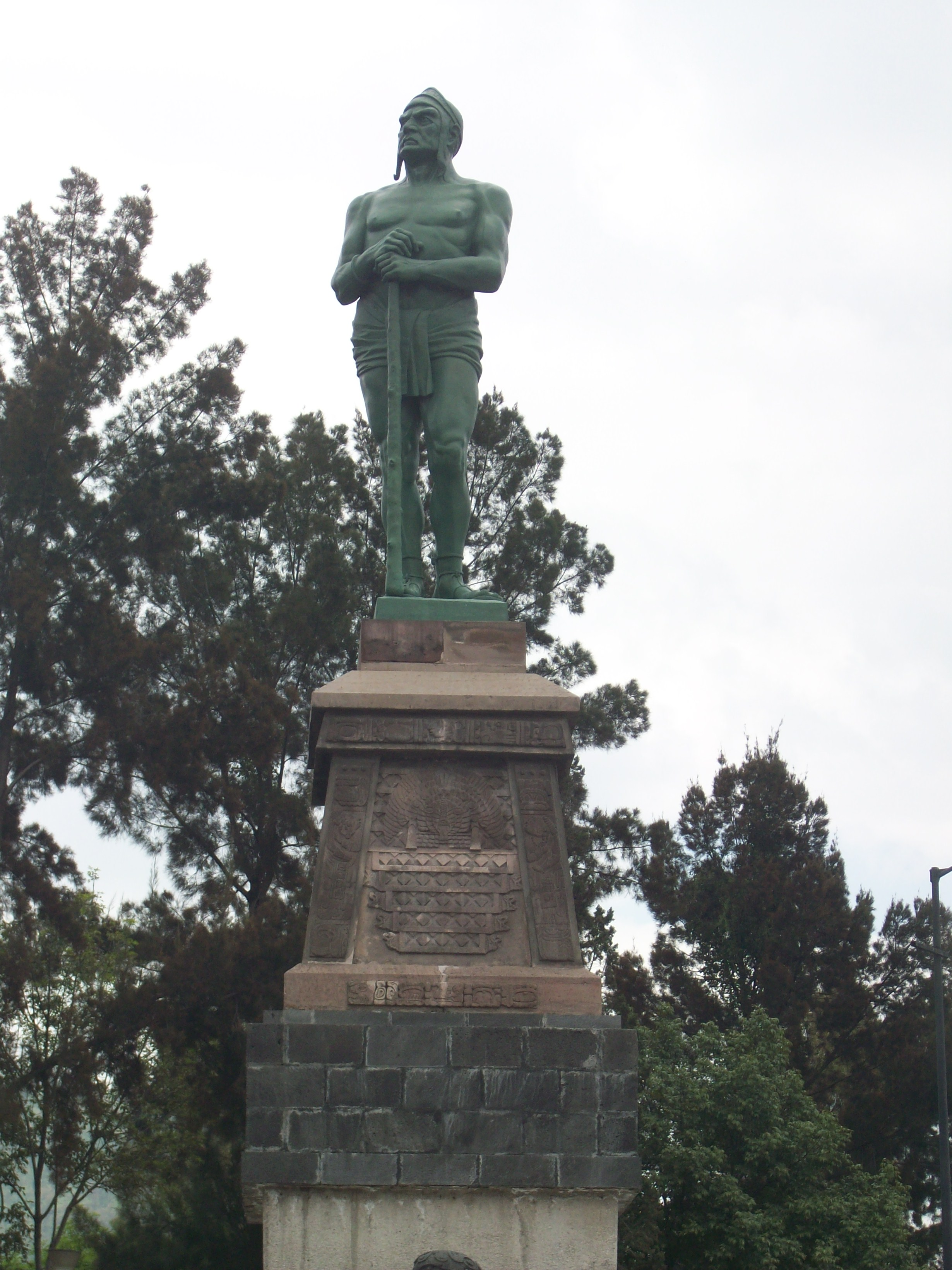
Estatua en honor de Itzcóatl, la cual inspiró el nombre de la estación.

El nombre y logotipo de la estación se deben al aspecto de dos estatuas cercanas erigidas en memoria de los tlatoanis mexicas Itzcóatl y Ahuízotl, conocidas como Monumento a los Indios Verdes, las cuales están cubiertas de pátina formada en las superficies de bronce por acción de la humedad y la antigüedad. En esta estación se encuentran los talleres de Ticomán, donde se realiza mantenimiento mayor a los vagones del metro.
Indios Verdes cobra una gran relevancia en la vida cotidiana de la Zona Metropolitana del Valle de México. Siendo la estación con más afluencia de la red, en 2024 se estimó cerca de un millón de personas que utilizan sus servicios diariamente, está conectada con varias rutas de autobuses, microbuses y vagonetas que se dirigen a diversos municipios del Estado de México, algunos de estos son: Tlalnepantla de Baz, Ecatepec de Morelos, Tecámac, Coacalco de Berriozábal, Nextlalpan, Zumpango de Ocampo, Teotihuacán, Acolman, Atenco etc. y de Hidalgo, como lo son: Tizayuca, Tolcayuca, Villa de Tezontepec, Zapotlán de Juárez, Actopan, Ixmiquilpan, la capital Pachuca de Soto entre otros.
En 2023 iniciaron las obras para la construcción de una nueva estación en una diferente ubicación con el fin de ampliar la conectividad entre la Ciudad de México y el Estado de México, esto incluyó la construcción de un nuevo túnel de 14 metros de profundidad hasta la estación del Metro y nuevos andenes de medio kilómetro de largo. En abril de 2024 fue inaugurada la primera sección por representantes de la Semovi y la SEMOV, en este acto el secretario de movilidad del Estado de México, Daniel Sibaja, validó la primera interconexión de dos tarjetas de movilidad integrada de dos entidades federativas que históricamente nunca había ocurrido.
De esta estación hacia la Ciudad de México existen rutas de autobuses y microbuses que van a Gustavo A. Madero (en donde se localiza dicha estación), Cuauhtémoc, Azcapotzalco y Miguel Hidalgo.

## Conectividad

### Conexiones
Existen conexiones con las estaciones y paradas de diversos sistemas de transporte:
- Línea 3 del Sistema de Transporte Colectivo de la Ciudad de México.
- Algunas rutas de la Red de Transporte de Pasajeros.
- La estación se localiza junto a una sub-central camionera, una pequeña parada de autobuses que brinda servicios de viajes a varios estados del norte de la república mexicana.
- Está conectada con varias rutas de autobuses, microbuses y vagonetas que se dirigen a diversos municipios del Estado de México.
- La estación cuenta con un CETRAM.
- Línea 4 del Mexibús.
- Línea 1 del Cablebús.

## Sitios de interés
- Parque del Mestizaje en Prolongación Misterios, entre Acueducto de Guadalupe e Insurgentes Norte.
- Monumento a los Indios Verdes, en el parque del Mestizaje.
- CET 30 en Cienfuegos, esquina de Eje 6 Norte y Calzada Ticomán.
- Lienzo Charro de la Villa, en Avenida Acueducto esquina Insurgentes Norte.
- Cerro los Gachupines, en la colonia Rosas del Tepeyac.
- Acueducto de Guadalupe, en la parte posterior del Parque del Mestizaje y en la colonia Santa Isabel Tola.
- Plantel Fundación Azteca, frente a la Universidad Insurgentes y a un lado del Acueducto de Guadalupe.
- Faro de Indios Verdes, Casa de Cultura, primordial en la zona, pues brinda presencia cultural a este remoto lugar.